# Mohamed El Kharaz
Mohamed El Jaraz (Kharaz en francés), alias Chrif Bin Louidane, es un narcotraficante marroquí. Llegó a acumular una fortuna multimillonaria gracias al negocio ilícito de hachís, poseía varios palacios y vivía en la Costa del Sol. Fue arrestado el 25 de agosto de 2006 en Alcazarseguir gracias a la lucha contra la producción y tráfico de drogas que emprendió el Gobierno de Marruecos bajo las directrices del rey Mohamed VI.
El Jaraz tuvo un poder increíble sobre la justicia y la policía de su región. Poseía casas en Marbella, Tetuán y Cannes, además de edificios, terrenos, granjas, villas, o negocios de todo tipo: desde cafés, panaderías, a fábricas, etc. Fue la cabeza del distrito comercial de Ma'arif en Casablanca, siendo propietario de varias decenas de tiendas, y tuvo cuentas bancarias en Portugal, España y Francia.

## Biografía
Chrif Bin Louidane nació en la pequeña aldea de Tlat Taghramt en una familia muy pobre. Nunca fue a la escuela, por lo que era analfabeto, y se dedicaba al cuidado del ganado familiar. A los 20 años se metió en el negocio del contrabando, donde rápidamente se convierte en uno de los contrabandistas más ricos de la región. Aprendió el narcotráfico de otros como él; entre 1986 y 1988, El Jaraz participó en una reunión con importantes narcotraficantes, incluido Pablo Escobar, quien había viajado a Marruecos para reunirse con los «barones de la droga» marroquíes.
Fue entre 1980 y 2004 cuando Marruecos experimentó auge del tráfico de drogas, lo que suponían varios miles de millones de dirhams al año. En 1996 fue brevemente encarcelado, aunque fue puesto en libertad de inmediato. Un año después, se convertiría en el contrabandista indiscutible de Marruecos.

### Captura (2006)
Lo que motivó la detención de Chérif Bin Alouidane fue el descubrimientos de nexos entre capos y dirigentes políticos del movimiento islamista, lo que suponía una amenaza para la seguridad del país. Los islamistas, que varias veces han cuestionado la autoridad a la monarquía, son favorables al establecimiento de un estado islamista como el de Irán en Marruecos. El Jaraz fue arrestado el 25 de agosto de 2006 en un café de Alcazarseguir, villa entre Tánger y Ceuta. En la actualidad, cumple condena en la prisión «de lujo» de Oukacha, en Casablanca, junto con otros magnates del narcotráfico.
El Jaraz delató a todos los funcionarios de la policía que aceptaron sobornos, entre ellos Abdelaziz Izzou y 12 jefes de las FA, las FAR, la Aduana y la Real Gendarmería de la región de Tánger, los cuales fueron destituidos e investigados por orden de Mohamed VI.